# Bernsdorf (Seelitz)
Bernsdorf ist ein Ortsteil der Gemeinde Seelitz im sächsischen Landkreis Mittelsachsen. Der Ort wurde am 1. Mai 1936 nach Beedeln eingemeindet, mit dem er am 1. Juli 1965 zu Kolkau und am 1. April 1994 zur Gemeinde Seelitz kam.

## Geografie
Bernsdorf liegt im Süden der Großgemeinde Seelitz. Der Ort liegt zwischen der Bundesstraße 107 im Westen und dem Tal des Erlbachs im Osten. Über eine Bushaltestelle an der B107 ist der Ort an den öffentlichen Nahverkehr angeschlossen.
Nachbarorte sind:
|             | Kolkau                                      | Großstädten |
| Beedeln     | Kompassrose, die auf Nachbargemeinden zeigt | Winkeln     |
| Göppersdorf | Zschoppelshain                              |             |

## Geschichte

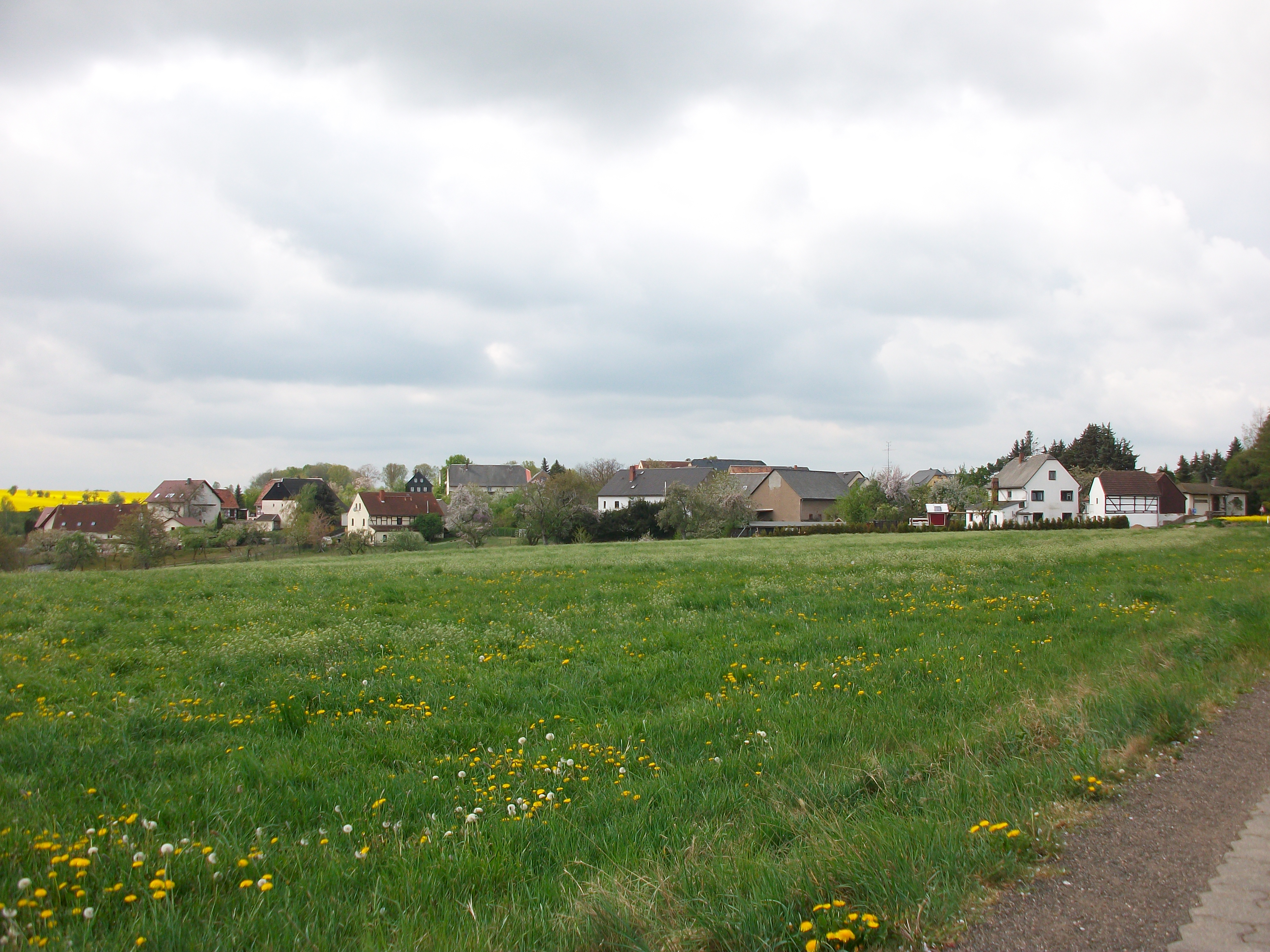
Ortsansicht von Bernsdorf (Seelitz)

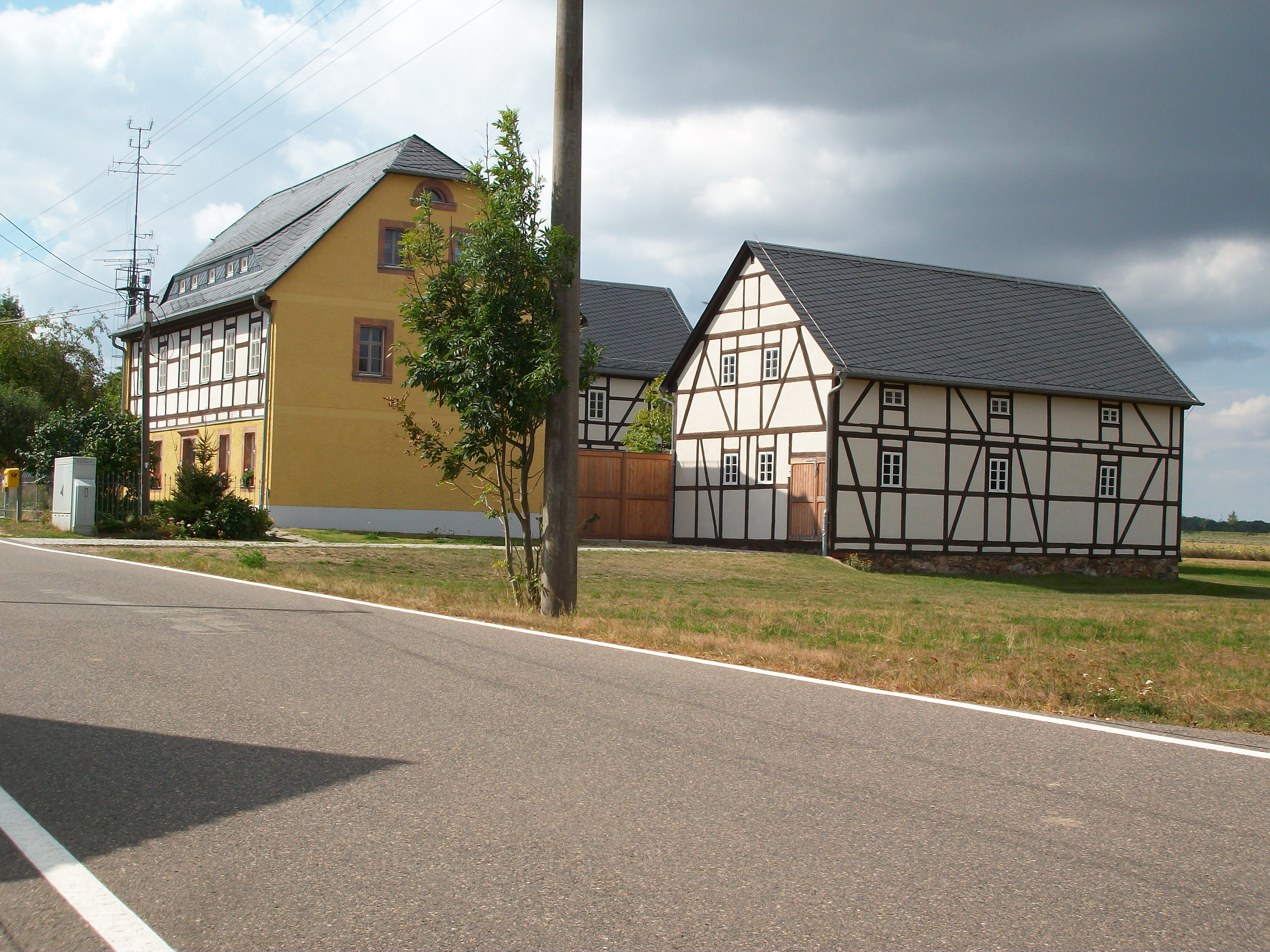
Fachwerkhaus in Bernsdorf

Das Platzdorf Bernsdorf wurde im Jahr 1378 unter dem Namen „Bernhartstorf“ erstmals erwähnt. Bezüglich der Grundherrschaft gehörte Bernsdorf im Jahr 1548 anteilig zum Rittergut Crossen und zum Rittergut Schnaditz (Besitzer: Anselm von Zaschnitz). Ab 1606 unterstand Bernsdorf dem Rittergut Kolkau. Kirchlich ist Bernsdorf seit jeher nach Seelitz gepfarrt. Bernsdorf lag bis 1856 im kursächsischen bzw. königlich-sächsischen Amt Rochlitz. Bei den im 19. Jahrhundert im Königreich Sachsen durchgeführten Verwaltungsreformen wurden die Ämter aufgelöst. Dadurch kam Bernsdorf im Jahr 1856 unter die Verwaltung des Gerichtsamts Rochlitz und 1875 an die neu gegründete Amtshauptmannschaft Rochlitz.
Am 30. April 1936 wurde Bernsdorf nach Beedeln eingemeindet. Durch die zweite Kreisreform in der DDR im Jahr 1952 wurde Bernsdorf als Ortsteil der Gemeinde Beedeln dem Kreis Rochlitz im Bezirk Chemnitz (1953 in Bezirk Karl-Marx-Stadt umbenannt) angegliedert. Am 1. Juli 1965 erfolgte die Eingemeindung der Gemeinde Beedeln mit ihrem Ortsteil Bernsdorf nach Kolkau. Als Ortsteil der Gemeinde Kolkau kam Bernsdorf im Jahr 1990 zum  sächsischen Landkreis Rochlitz, der 1994 im neu gebildeten Landkreis Mittweida und 2008 im Landkreis Mittelsachsen aufging. Durch die Eingemeindung der Gemeinde Kolkau nach Seelitz ist Bernsdorf seit dem 1. April 1994 ein Ortsteil der Großgemeinde Seelitz.

## Kulturdenkmale
Für die Kulturdenkmale des Ortes siehe die Liste der Kulturdenkmale in Bernsdorf.